# 정조어필-유시
정조어필-유시(正祖御筆-諭示)는 대한민국 경기도 수원시 영통구에 있는 조선시대의 어필이다. 2018년 4월 30일 경기도의 유형문화재 제329호로 지정되었다.

## 지정사유
정조가 당시 시행되던 제술 위주의 과거 시험에 대해 개선을 강조하고 문체 순화를 지적하여 내린 글임이다. 정조 재위 후년의 글씨와 유사한 서풍으로 문화재적 가치를 보유하고 있다.

## 참고 자료
- 정조어필-유시 - 국가유산청 국가유산포털